# Шан Сјаона
Шан Сјаона (кин: 单晓娜; 18. јануар 1983) немачка је стонотенисерка пореклом из Кине. Учествовала је на Летњим олимпијским играма 2016. где је у женској екипној конкуренцији освојила сребрну медаљу.